# Jesús Odúber
Jesús Ángel Odúber Delgado es un profesor y político venezolano, quien fue diputado del estado Mérida a la Asamblea Nacional (2000-2005) por el partido Movimiento al Socialismo.
Tiene un magister en Ciencias Políticas. Ha sido profesor del Departamento de Derecho Público de la Facultad de Ciencias Jurídicas y Políticas de la Universidad de Los Andes.